# Aeroportul Tehini
Aeroportul Tehini (IATA: BQO, ICAO: DIBN) este un aeroport din Coasta de Fildeș ce deservește zona Bouna.
Situat la o altitudine de 316 m, aeroportul dispune de o singură pistă.